# Dopaje en los Juegos Olímpicos
Las pruebas antidopaje fueron introducidas en los Juegos Olímpicos desde México 1968. Los Juegos Olímpicos de Moscú 1980 han sido llamados los "Juegos de los Químicos" por el uso intensivo del dopaje. En la actualidad prácticamente ningún país no tiene ningún deportista que no este involucrado en algún caso de  dopaje, pero la mejora en la calidad de las pruebas hace cada día más difícil que un atleta consuma sustancias prohibidas y no sea descubierto.

## Historia

### En la antigüedad
El uso de tácticas para mejorar el rendimiento se ha documentado desde los juegos olímpicos de la antigüedad. Se ha sugerido que los hombres corrían desnudos para evitar que alguno llevara un elemento adicional o fueran mujeres compitiendo en eventos destinados para hombres. Era algo sabido que los atletas bebían pociones consideradas mágicas o comían carnes exóticas para adquirir un mejor rendimiento. Si los atletas eran descubiertos en estas prácticas, sus retratos eran grabados en piedra y colocados en un lugar visible como escarnio.

### En los juegos modernos
Aunque pueden registrarse casos en los que se suministra a los atletas sustancias que supuestamente ayudaban o aportaban algún beneficio, no se puede hablar de productos dopantes prohibidos hasta la implementación por parte del COI de la Comisión Médica para la Lucha Contra el Dopaje, que hizo unas normas y una lista de productos prohibidos, estas normas se aplicaron por primera vez en los Juegos Olímpicos de México 1968 en los que se instauran también por primera vez controles antidopaje para su detección. El primer atleta olímpico que se considera un positivo por el uso de una sustancia para mejorar el rendimiento fue Hans-Gunnar Liljenwall, un pentatleta sueco en los Juegos Olímpicos de 1968, que perdió su medalla de bronce por consumo de alcohol, a lo que declaró que se tomó "dos cervezas" para calmar sus nervios.

#### Juegos Olímpicos de San Luis 1904
En los Juegos Olímpicos de San Luis 1904 se registró el caso de Thomas Hicks,que había consumido estricnina y algo de brandy, pero no estaba prohibido el suministro de bebidas alcohólicas ni productos químicos.

#### Juegos Olímpicos de Seúl 1988
Durante los Juegos Olímpicos de Seúl 1988, el canadiense Ben Johnson resultó positivo por lo que fue despojado de la medalla de oro que había conseguido en la prueba de 100 m y fue sancionado por dos años. Tras regresar a los deportes, dio positivo nuevamente y terminó excluido de por vida de las competencias deportivas.

## Dopaje de Estado

### En Alemania Oriental
La Stasi supervisaba el dopaje de los atletas desde 1971. En 1974 se puse en marcha el Plan Estatal 14.25 que eran directrices dadas por el régimen comunista de la República Democrática Alemana (RDA) para el desarrollo de un sistema organizado  de dopaje mediante el uso de medicamentos destinados a aumentar el rendimiento de los atletas. La operación fue puesta  bajo la responsabilidad de Manfred Ewald en coordinación con el doctor Manfred Höppner y Alfons Lehnert. La operación contó con la implicación de más de 400 médicos, entrenadores y funcionarios. Los planes elaborados para el dopaje fueron puestas a descubierto tras la caída del muro de Berlín y la posterior reunificación alemana.

### En Alemania Occidental
El informe, titulado "Dopaje en Alemania desde 1950 hasta hoy", detalla cómo el gobierno de la República Federal de Alemania (RFA) ayudó a financiar un programa de dopaje a gran escala. La RFA alentó y encubrió una cultura del dopaje en muchos deportes durante décadas. El dopaje de los atletas en la RFA predominó en los Juegos Olímpicos de Múnich 1972 y en los Juegos Olímpicos de Montreal 1976.

### En la Unión Soviética
Según el periodista Andrew Jennings, un oficial de la KGB declaró que agentes de inteligencia soviéticos se habían hecho pasar por autoridades antidopaje para socavar las medidas antidopaje y evitar que los atletas soviéticos fueran detectados. En el año 2016 se revelaron documentos que detallaba los planes de la Unión Soviética para un sistema de dopaje para preparación para los Juegos Olímpicos de Los Ángeles 1984. Con fecha anterior a la decisión del país de boicotear los Juegos, el documento detalla las operaciones de esteroides existentes del programa, junto con sugerencias para mejoras adicionales.